# Kurgan-hypotesen
Kurgan-hypotesen ( teorien eller modellen) er et forslag til de tidlige indoeuropæeres oprindelse. Ifølge denne hypotese er det den befolkningsgruppe, der fra arkæologiske udgravninger kendes som Kurgan-kulturen, som sandsynligvis er udgangspunkt (Urheimat) for den indoeuropæiske sproggruppe. Denne kultur havde sit centrum på den Pontisk-Kaspiske slette, og ordet kurgan (курган) stammer fra et tyrkisk ord, der betyder lille bakke eller gravhøj. I dag er Kurgan-hypotesen den af de modeller for indoeuropæernes oprindelse, der har den bredeste støtte i det akademiske miljø, Påstandene i hypotesen er ikke bevist, og det er ikke den eneste teori. Fx har den Anatoliske hypotese også en vis tilslutning.
Hypotesen blev formuleret første gang i 1950'erne af den litauiske arkæolog Marija Gimbutas, der inddelte Kurgan-kulturen i fire perioder fra (Kurgan I), Yamna-kulturen, som omfatter de Eurasiske nomadekulturer, Samara og Seroglazovo fra Dnepr/Volgaregionen i Kobberalderen (begyndelsen af 4. årtusind f.Kr.). Hypotesens hovedidé er, at disse folkeslag i begyndelsen af 3. årtusind havde ekspanderet ud over hele den Pontiske-Kaspiske steppe og derfra ind i Østeuropa.

## Oversigt
Hypotesen blev fremsat første gang i 1956 i Gimbutas' "The Prehistory of Eastern Europe, Part 1". Det var resultatet af et banebrydende interdisciplinært arbejde, hvor arkæologiske og lingvistiske metoder blev kombineret. Hun identificerede steppeområdet i det nuværende Ukraine og sydlige Rusland som det Proto-indoeuropæiske sprogs (PIE) ’’Urheimat’’, hvor hun foreslog, at der blev talt en række PIE dialekter. Hun mente, at omkring 3000 f.Kr. havde Kurgan-kulturen spredt sig over hele steppeområdet i en periode som hun kaldte Kurgan IV.
Et af hypotesens hovedpunkter er, at det var tæmningen af hesten og udviklingen af stridsvognen, der gav kurganfolkene den mobilitet, som gjorde det muligt for dem at sprede sig over hele steppeområdet; Det tidligste arkæologiske materiale, der med sikkerhed kan identificeres som tegn på domesticerede heste, stammer fra Sredny Stog-kulturen i området nord for Azovhavet i Ukraine. Det korresponderer med det, ifølge hypotesens formodede centrum for tidlige PIE eller præ-PIE i 5. årtusind f.Kr. Den ældst kendte hestevogn blev udgravet ved Krivoyesøen og stammer fra ca. 2000 f.Kr. En ekspansion ud over steppeområdet skabte i Gimbutass termer "kurganiserede" hybridkulturer som Kugleamfora-kulturen mod vest; fra disse kurganiserede kulturer stammede de senere proto-grækere i Balkan og de nomadiske Indoiranske kulturer mod øst fra omkring 2.500 f.Kr.
Især udbredelsen og omfanget af den vestlige indoeuropæiske migration er belagt med stor usikkerhed, hvilket har fået lingvisten Kortlandt til at konkludere, at der intet kan udledes af det arkæologiske materiale vedr. indoeuropæiske forbindelser ud over det, der kan understøttes af lingvistiske metoder. Nye fund fra 1990’erne og frem fra Nordeuropa har ført til fornyede spekulationer omkring omfanget af Kurgan-kulturens ekspansion mod vest; fx er det blevet foreslået, at ‘’kurganiseringsprocessen’’ (især af Stridsøkse-kulturen) ikke har været så omfattende, som Gimbutas foreslog.

## Kurgan-kulturen
Gimbutas definerede og introducerede termen "Kurgan-kulturen" i 1956 for at udbygge den med en bredere term, der inkluderede de østeuropæiske Sredny Stog og Yamna-kulturer og den central- og nordeuropæiske Stridsøkse-kultur i den samme kulturelle horisont (omfatter hovedparten af Øst- og Nordeuropa fra 4. til 3. årtusind f.Kr.).
I 1980'erne blev det klart, at dette kompleks af oldtidskulturer, som Gimbutas havde identificeret, snarere skulle forstås i relation til 3. årtusindes kurganiseringsproces, hvor elementer af Kurgan-kulturen spredte sig ud over dens oprindelige kerneområde.
For at underbygge ideen om en fælles Kurgan-kultur forudsætter "Kurgan-modellen" store kulturelle ligheder mellem de forskellige folkeslag, der beboede den Pontisk-Kaspiske steppe i Yngre stenalder og ældre Bronzealder (5. til 3. årtusind f.Kr.), også kaldet "Kurgan-horisonten". Denne kulturelle kontinuitet fandt Gimbutas i det arkæologiske materiale, og den eponyme konstruktion af termen "kurgan" er kun én blandt mange faktorer i identifikationen af fælleskulturelle træk. Men som altid inden for arkæologien, er det næsten umuligt at påvise entydige og præcise skel mellem den ene kultur og den næste. I grænseområderne mellem to kulturer vil som regel være en stærk opblanding mellem dem; derfor er definitioner af oldtidskulturer ofte genstand for debat.[kilde mangler]
Kulturer, der udgør "Kurgan horisonten":
- Bug-Dnjestr (ca. 6. årtusind f.Kr.)
- Samara (ca. 5. årtusind f.Kr.)
- Kvalynsk (ca. 5. årtusind f.Kr.)
- Sredny Stog (ca. midt 5. til midt 4. årtusind f.Kr.)
- Dnepr-Donets (ca. 5. til 4. årtusind f.Kr.)
- Usatovo-kulturen (sent 4. årtusind f.Kr.)
- Maikop-Dereivka (ca. midt 4. til midt 3. årtusind f.Kr.)
- Yamna (enkeltgrav): den udgør i sig selv en varieret kulturel horisont, og dækker hele den Pontisk-Kaspian steppe fra midten af 4. til 3. årtusind f.Kr.

Den amerikanske arkæolog James Mallory påpeger, at kulturerne i Østeuropa fra Dnepr-Donets til Volga, allerede i midten af 5. årtusind f.Kr. havde meget store kulturelle ligheder, et forhold der fortsat gjorde sig gældende i Sredny Stog perioden. Derfor må den senere Yamna-kultur ifølge ham være et resultat af en begyndende diversificering af en ældre fælleskultur.

### Tidslinje
På baggrund af arkæologiske udgravninger og sammenligninger med lingvistiske studier, baseret på Kurgan-hypotesen, omkring udviklingen af PIE, kan følgende tidslinje for ekspansionen af PIE rekonstrueres:
- 4500–4000 f.Kr.: Tidlig PIE. Sredny Stog, Dnieper-Donets and Samara kulturer, tæmningen af hesten (1. bølge).
- 4000–3500 f.Kr.: Yamna-kulturen opstår på steppen, samtidig med Maykop-kulturen i det nordlige Kaukasus. Modeller for IHittiternes slægtskab med indoeuropæisk sprog postulerer at de anatolske sprog blev separeret fra de øvrige PIE omkring dette tidspunkt.
- 3500–3000: Middel PIE. Yamna-kulturen er på sit højeste, hvilket derfor repræsenterer det klassiske rekonstruerede proto-indoeuropæiske nomadesamfund, med stenfigurer af guder, tohjulede stridsvogne, økonomi primært baseret på husdyrhold, samt få permanente bosættelser langs floderne, baseret på landbrug og fiskeri. Kontakter med kulturer mod vest resulterede i "kurganiserede" kulturer i Vest og Nordeuropa. I denne periode findes også de første tegn på den begyndende bronzealder, da bronzegenstande og våben introduceres i Yamna-området. Dette kan være den mulige begyndelse til opsplitningen mellem Satem og Centum grupperne.
- 3000–2500 f.Kr.: Sen PIE. Yamna-kulturen dækker hele den Pontiske steppe, mens Stridsøkse-kulturen strækker sig fra Rhinen til Volga; ifølge hypotesen udgør dette tidsrum den sidste fase af indoeuropæisk enhedskultur. I det enorme område, de "kurganiserede" kulturer omfatter, opstår der nu uafhængige sprog og kulturer. Løse kontakter betyder dog, at udveksling af teknologi og låneord stadig forekommer. Kun de anatoliske og tochariske sprog. Adskillelsen mellem Satem og Centum-grupperne ser ud til at have været komplet.

### Periodificering og ekspansion
I Gimbutas oprindelige forslag identificerede hun fire successive udviklingstrin i Kurgan-kulturen:
- Kurgan I, Dnepr/Volga regionen, tidlige halvdel af 4. årtusind f.Kr. er tilsyneladende opstået på grundlag af kulturerne i Volga-bassinet, undergrupper omfatter bl.a. Samara og Seroglazovo kulturerne.
- Kurgan II–III, yngste halvdel af 4. årtusind f.v.t. Omfatter bl.a. Sredny Stog-kulturen og Maykop-kulturen i det nordlige Kaukasus. Karakteriseret af stencirkler, tohjulede stridsvogne, antropomorfe steler af sten.
- Kurgan IV eller Yamna-kulturen, første halvdel af 3. årtusind f.v.t. Omfatter hele stepperegionen fra Ural til nuv. Rumænien.

Dertil foreslog hun tre ekspansionsbølger:
- 1. bølge fandt sted forud for Kurgan I, ekspansion fra den nedre del af Volga til Dnieper og medførte en sameksistens mellem Kurgan I og Cucuteni-kulturen. Gentagne migrationsbølger udbredte kulturen helt til Balkan langs Donau, hvor den stødte op til Vinca og Lengyel kulturene i den nuv. Ungarn.
- 2. bølge, ca. midt 4. årtusind f.Kr. havde sit udspring i Maykop-kulturen og resulterede i "kurganiserede"' hybrid kulturer, der spredte sig ind i Nordeuropa omkring 3000 f.Kr. (Kugleamfora, Baden og Stridsøkse-kulturerne). Ifølge Gimbutas korresponderede dette til den tidligste introduktion af indoeuropæiske sprog i Vest- og Nordeuropa.
- 3. bølge, ca. 3.000–2.800 f.Kr., Yamna-kulturens ekspansion uden for steppeområdet, hvor dens karakteristiske gravformer dukker op i bl.a. nuv. Rumænien, Bulgarien og det østlige Ungarn; den finder sted samtidig med, at Cucuteni-kulturen forsvinder (c.2750 f.Kr).

#### Sekundært Urheimat
Det er foreslået, at den "kurganiserede" Kugleamfora-kultur i Europa var et "sekundært Urheimat" for PIE. Det var denne kultur som både Klokkebæger og Stridsøkse-kulturen opstod af omkring 2.300 f.Kr. Herfra stammer også de europæiske IE familier: italisk, keltisk og germansk, samt en række i dag helt eller delvist forsvundne sproggrupper på Balkan og i Centraleuropa, og måske proto-mykensk i det nuværende Grækenland.[kilde mangler]

## Genetik
Genetiske studier af den moderne europæiske befolkning har vist, at menneskene i sidste del af den seneste istid (25.000 til 13.000 år siden) sandsynligvis primært beboede nogle få områder, bl.a. nuv. Ukraine. Nogle forskere har identificeret en specifik haplogruppe (Hg R1a1), der defineres af M17 (SNP-markør) på Y-kromosomer, som særegen for Kurgan-kulturen. Den findes i dag udbredt i befolkningerne i det centrale og vestlige Asien, Indien og de slaviske folkeslag i Østeuropa. Derimod er den sjælden i flere vesteuropæiske lande, bl.a. Frankrig og hovedparten af Storbritannien, mens 23.6% af befolkningen i Norge, 18.4% af svenskerne, 16.5% af danskerne og 11% af samerne deler denne gruppe. Andre studier tyder på, at Hg R1a1-genet spredte sig fra Dnepr-Don-dalen, mellem 13.000 og 7.600 år siden, og at det var knyttet til rensdyrjægere fra Ahrensburgkulturen, der migrerede fra Dnepr-dalen i Ukraine, og som nåede Skandinavien for ca. 12.000 år siden.
Ornella Semino et al. mener dog, at spredningen af Hg R1a1 i den postglaciale periode kan være blevet forstærket af en efterfølgende ekspansion af Kurgan-kulturen ind i Europa og mod øst fra samme område. I dag er R1a1 mest udbredt i Polen, Rusland og Ukraine, men findes derudover også i Afghanistan, Indien, Iran, Pakistan og Centralasien.
Tilsvarende formodes det, at genet Hg R1b (også kaldet Eu18) for ændringer i nomenklatur) efter det seneste glaciale maksimum har spredt sig fra den Iberiske halvø nordpå. Dette gen er i dag udbredt i det meste af Vesteuropa, og i særdeleshed i Baskerlandet, mens det kun sjældent forekommer indenfor de slaviske befolkningsgrupper, her findes det med en frekvens på mellem 0 og 10 % i befolkningen.
En anden markør, der både korresponderer med teorien om Kurgan-kulturens ekspansion og fordelingen af Hg R1a1, er den fordeling af blodtype B alleler, der er blevet kortlagt af Luigi Luca Cavalli-Sforza.

## Kortlandts revision
Den nederlandske komparative lingvist Frederik Kortlandt foreslog i 1989 en revision af Kurgan-hypotesen. Han mener, at det vigtigste problem med Gimbutas model, er at den tager udgangspunkt i arkæologiske levn, og at de danner grundlag for lingvistiske fortolkninger. Kortlandt forsøger derfor med udgangspunkt i det lingvistiske materiale, at få alle enkeltdelene til at passe i et sammenhængende hele. Han når frem til følgende model: Det oprindelige indoeuropæiske "Urheimat" skal sandsynligvis placeres i det østlige Ukraine, i Sredny Stog-kulturens kerneområde. Det sproggrupper, der blev i området efter den første migrationsbølge mod vest og syd, blev til de balto-slaviske sprog, mens de øvrige i Satem-gruppen havde deres ophav i Yamna-kulturen. De vestlige indoeuropæere knytter han til Stridsøkse-kulturen.
Ifølge Kortlandt er der tilsyneladende en generel tendens til at datere et proto-sprog længere tilbage i tiden, end det lingvistiske materiale i realiteten viser. Hvis udviklingen af indohittitisk og indoeuropæisk kan korreleres med henholdsvis begyndelsen og afslutningen på Sredny Stog-kulturen, mener han, at det lingvistiske materiale fra den overordnede indoeuropæiske familie ikke modsiger Gimbutas’ model for et sekundært ’’heimat’’. Det betyder også at Khvalynsk-kulturen ved Volga og Maykop-kulturen i det nordlige Kaukasus ikke kan identificeres med de oprindelige indoeuropæere. De typologiske ligheder med de nordvestkaukasiske sprog og indoeuropæisk tilskriver Kortlandt gensidige påvirkninger mellem nærtboende befolkninger frem for et egentligt sprogligt slægtskab. Han foreslår at indoeuropæisk stammer fra den hypotetiske Uralo-altaiske sproggruppe, som siden er blevet påvirket af et kaukasisk substratum. Kortlandt mener, at en sådan udvikling kan understøttes af det arkæologiske materiale, og han placerer den allerældste formative fase af præ-indoeuropæisk til området nord for Kaspiske hav i 7. årtusind f.v.t., hvilket er i overensstemmelse Gimbutas' teori.

## Invasion eller diffusion?
Gimbutas mente, at Kurgan-kulturens ekspansion skete i form af fjendtlige og voldelige overfald af en ny patriarkal krigerkultur fortrængte de mere fredelige matriarkale kulturer i det, hun selv betegnede som "Gamle Europa". Hun knyttede denne proces sammen med fremkomsten af befæstede bosættelser, forter og krigergrave."
I den senere del af hendes liv lagde Gimbutas stigende vægt på den voldelige karaktér af det formodede skifte mellem den gamle mediterrane Store Moderkult og den nye patriarkale og krigeriske dyrkelse af himmel og tordenguden Dyaus (Zeus). Men mange af de forskere, der har accepeteret Gimbutas’ model, fastholder det forbehold, at migration udmærket kunne have haft gradvis en langt mere fredelig karaktér. Intet tyder nemlig på, at migrationerne var resultatet af pludselige militære operationer. Derimod kan ekspansion udmærket have strakt sig over flere generationer og være resultatet af uafhængige stammer og kultures udvidelse af deres beboelsesområde. I hvilken grad de indfødte kulturer i de områder kurgan-kulturene spredte sig enten blev opslugt eller udryddet er stadig et kontroversielt spørgsmål blandt kurgan-hypotesens støtter.[kilde mangler]
J. P. Mallory accepterede i 1989 Kurgan-hypotesen som standardteorien de-facto for indoeuropæernes oprindelse, men han anerkender samtidig kritikken af Gimbutas' radikale scenario med en militær invasion.

## Kritik
Kurgan-hypotesen er siden den blev fremsat første gang blevet mødt med kritik. Og selvom den i dag er den bredest accepterede teori, er den stadig en hypotese, hvis hovedpunkter endnu ikke er blevet bevist. Derfor er der blevet fremsat adskillige alternative teorier, hvoraf flere nyder en vis tilslutning. En af dem Colin Renfrews og Vyacheslav V. Ivanovs Anatoliske hypotese, som knytter spredningen af indoeuropæiske sprog sammen med spredningen af landbruget. Dette synspunkt placerer PIE på et langt tidligere tidspunkt i historien (ca. 7.000 f.v.t.), end det Gimbutas' hypotese forudsætter. Denne teori bliver afvist af størstedelen af lingvisterne, da det rekonstruerede PIE indeholder ord, der er relateret til kvæghold og heste/ridning, der ikke blev opfundet før det 5. årtusind f.v.t. af nomader på de asiatiske stepper. Dertil kommer visse problematiske korrelationer mellem den geografiske spredning af de indoeuropæiske underfamilier og udbredelsen af landbruget.
I 2003 foretog Russell Gray og Quentin Atkinson en computersimulering af udviklingen af indoeuropæisk baseret på leksikale data, den daterede PIE til omkring 8. årtusind f.v.t., hvilket umiddelbart støtter Renfrews og Ivanovs hypotese. Det er på den baggrund blevet foreslået, at der efter en oprindelige ekspansion, der havde udgangspunkt i Anatolien, var en anden ekspansion fra Østeuropa, der korrespondere med Kurgan-hypotesen.